# Anglo-Scottish Cup 1980/81
Der Anglo-Scottish Cup wurde 1980/81 zum 6. und letzten Mal ausgespielt. Das Turnier für Fußball-Vereinsmannschaften aus England und Schottland galt als Nachfolger des Texaco Cup. Der Pokal wurde unter insgesamt 24 Teilnehmern ausgespielt. Davon waren 16 Vereine dem englischen Verband unterstehend sowie acht Vereine der Scottish FA. Er begann am 16. Juli 1980 und endete mit dem Finalrückspiel am 31. März 1981 an der Meadow Lane in Nottingham. Als Titelverteidiger startete der FC St. Mirren in den Wettbewerb, der im Vorjahresfinale gegen Bristol City gewann. Im diesjährigen Endspiel trafen die beiden englischen Vereine FC Chesterfield und Notts County aufeinander. Chesterfield konnte sich in diesem Jahr im Finale mit dem Gesamtergebnis von 2:1 durchsetzen. Dabei kam es Rückspiel zu einer Verlängerung.
Der schottische Verband zog sich 1981 aus dem Wettbewerb zurück. Als Nachfolgewettbewerb entstand für englische Klubs der kurzlebige Football League Group Cup.

## 1. Runde

### Gruppenphase England

#### Gruppe A
Ausgetragen wurden die Begegnungen zwischen dem 16. Juli und 5. August 1980.
| Pl. | Verein           | Sp. | S | U | N | Tore    | Diff. | Punkte |
| --- | ---------------- | --- | - | - | - | ------- | ----- | ------ |
| 1.  | FC Chesterfield  | 3   | 1 | 2 | 0 | 005:400 | +1    | 04     |
| 2.  | Grimsby Town     | 3   | 1 | 1 | 1 | 004:400 | ±0    | 03     |
| 3.  | Hull City        | 3   | 1 | 1 | 1 | 003:300 | ±0    | 03     |
| 4.  | Sheffield United | 3   | 1 | 0 | 2 | 002:300 | −1    | 02     |

| 1. Spieltag      |     |                  |
| Hull City        | 1:0 | Grimsby Town     |
| FC Chesterfield  | 1:0 | Sheffield United |
| 2. Spieltag      |     |                  |
| Grimsby Town     | 3:3 | FC Chesterfield  |
| Sheffield United | 2:1 | Hull City        |
| 3. Spieltag      |     |                  |
| FC Chesterfield  | 1:1 | Hull City        |
| Sheffield United | 0:1 | Grimsby Town     |

#### Gruppe B
Ausgetragen wurden die Begegnungen zwischen dem 2. und 22. August 1980.
| Pl. | Verein       | Sp. | S | U | N | Tore    | Diff. | Punkte |
| --- | ------------ | --- | - | - | - | ------- | ----- | ------ |
| 1.  | Notts County | 3   | 1 | 2 | 0 | 004:300 | +1    | 04     |
| 2.  | Bristol City | 3   | 1 | 1 | 1 | 003:200 | +1    | 03     |
| 3.  | FC Orient    | 3   | 1 | 1 | 1 | 004:400 | ±0    | 03     |
| 4.  | FC Fulham    | 3   | 1 | 0 | 2 | 002:400 | −2    | 02     |

| 1. Spieltag  |     |              |
| Bristol City | 2:0 | FC Fulham    |
| Notts County | 2:2 | FC Orient    |
| 2. Spieltag  |     |              |
| FC Fulham    | 0:1 | Notts County |
| FC Orient    | 1:2 | FC Fulham    |
| 3. Spieltag  |     |              |
| Bristol City | 1:1 | Notts County |
| FC Orient    | 1:0 | Bristol City |

#### Gruppe C
Ausgetragen wurden die Begegnungen zwischen dem 29. Juli und 9. August 1980.
| Pl. | Verein          | Sp. | S | U | N | Tore    | Diff. | Punkte |
| --- | --------------- | --- | - | - | - | ------- | ----- | ------ |
| 1.  | FC Bury         | 3   | 2 | 0 | 1 | 005:600 | −1    | 04     |
| 2.  | FC Burnley      | 3   | 1 | 1 | 1 | 005:400 | +1    | 03     |
| 3.  | Shrewsbury Town | 3   | 1 | 1 | 1 | 005:500 | ±0    | 03     |
| 4.  | Oldham Athletic | 3   | 1 | 0 | 2 | 007:700 | ±0    | 02     |

| 1. Spieltag     |     |                 |
| FC Bury         | 2:1 | FC Burnley      |
| FC Burnley      | 3:1 | Oldham Athletic |
| 2. Spieltag     |     |                 |
| Shrewsbury Town | 3:0 | FC Bury         |
| FC Burley       | 1:1 | Shrewsbury Town |
| 3. Spieltag     |     |                 |
| FC Bury         | 3:2 | Oldham Athletic |
| Oldham Athletic | 4:1 | Shrewsbury Town |

#### Gruppe D
Ausgetragen wurden die Begegnungen zwischen dem 30. Juli und 5. August 1980.
| Pl. | Verein            | Sp. | S | U | N | Tore    | Diff. | Punkte |
| --- | ----------------- | --- | - | - | - | ------- | ----- | ------ |
| 1.  | FC Blackpool      | 3   | 3 | 0 | 0 | 005:100 | +4    | 06     |
| 2.  | Blackburn Rovers  | 3   | 2 | 0 | 1 | 005:300 | +2    | 04     |
| 3.  | Preston North End | 3   | 0 | 1 | 2 | 000:200 | −2    | 01     |
| 4.  | Carlisle United   | 3   | 0 | 1 | 2 | 002:600 | −4    | 01     |

| 1. Spieltag       |     |                  |
| FC Blackpool      | 2:0 | Blackburn Rovers |
| Preston North End | 0:0 | Carlisle United  |
| 2. Spieltag       |     |                  |
| Carlisle United   | 1:2 | FC Blackpool     |
| Preston North End | 0:1 | Blackburn Rovers |
| 3. Spieltag       |     |                  |
| Carlisle United   | 1:4 | Blackburn Rovers |
| Preston North End | 0:1 | FC Blackpool     |

### K.-o.-System Schottland
Ausgetragen wurden die Begegnungen zwischen dem 30. Juli und 6. August 1980.
|                  | Gesamt |                       | Hinspiel | Rückspiel |
| ---------------- | ------ | --------------------- | -------- | --------- |
| Airdrieonians FC | 6:3    | Heart of Midlothian   | 3:0      | 3:3       |
| FC Kilmarnock    | 4:3    | FC East Stirlingshire | 1:3      | 3:0       |
| Glasgow Rangers  | 5:4    | Partick Thistle       | 3:1      | 2:3       |
| FC Falkirk       | 3:7    | Greenock Morton       | 2:2      | 1:5       |

## Viertelfinale
Ausgetragen wurden die Spiele zwischen dem 9. September und 28. Oktober 1980.
|                  | Gesamt |                 | Hinspiel | Rückspiel |
| ---------------- | ------ | --------------- | -------- | --------- |
| Airdrieonians FC | 2:5    | FC Bury         | 2:4      | 0:1       |
| FC Blackpool     | 4:5    | FC Kilmarnock   | 2:1      | 2:4       |
| Notts County     | 3:1    | Greenock Morton | 2:0      | 1:1       |
| Glasgow Rangers  | 1:4    | FC Chesterfield | 1:1      | 0:3       |

## Halbfinale
Ausgetragen wurden die Spiele zwischen dem 4. November und 9. Dezember 1980.
|               | Gesamt |                 | Hinspiel | Rückspiel |
| ------------- | ------ | --------------- | -------- | --------- |
| FC Kilmarnock | 3:7    | Notts County    | 1:2      | 2:5       |
| FC Bury       | 2:3    | FC Chesterfield | 1:2      | 1:1       |

## Finale

### Hinspiel
| FC Chesterfield                                              | FC Chesterfield | Notts County | Notts County |
| ------------------------------------------------------------ | --- | --- | ------------ |
| FC Chesterfield                                              | \| 24. März 1981 in Chesterfield (Saltergate Recreation Ground) \| \| Ergebnis: 1:0 (1:0) \| \| Zuschauer: 10.190 \|                                                                         | \| 24. März 1981 in Chesterfield (Saltergate Recreation Ground) \| \| Ergebnis: 1:0 (1:0) \| \| Zuschauer: 10.190 \|                                                                                          | Notts County |
| FC Chesterfield                                              | John Turner – John Stirk, Sean O’Neill, Danny Wilson (??. Colin Tartt), Bill Green, John Ridley, Alan Birch, Ernie Moss, Andy Kowalski, Geoff Salmons, Phil Walker Cheftrainer: Frank Barlow | Radojko Avramović – Tristan Benjamin, Ray O’Brien, Mark Goodwin, Brian Kilcline, Pedro Richards, Iain McCulloch, Don Masson, Trevor Christie, Eddie Kelly, Paul Hooks Cheftrainer: Jimmy Sirrel ( Schottland) | Notts County |
| FC Chesterfield                                              | 1:0 Moss | | Notts County |
| 24. März 1981 in Chesterfield (Saltergate Recreation Ground) | | |              |
| Ergebnis: 1:0 (1:0)                                          | | |              |
| Zuschauer: 10.190                                            | | |              |

### Rückspiel
| Notts County                              | Notts County | FC Chesterfield | FC Chesterfield |
| ----------------------------------------- | --- | --- | --------------- |
| Notts County                              | \| 31. März 1981 in Nottingham (Meadow Lane) \| \| Ergebnis: 1:1 n. V. (1:0, 0:0) \| \| Zuschauer: 12.951 \| | \| 31. März 1981 in Nottingham (Meadow Lane) \| \| Ergebnis: 1:1 n. V. (1:0, 0:0) \| \| Zuschauer: 12.951 \| | FC Chesterfield |
| Notts County                              | Radojko Avramović – Tristan Benjamin, Ray O’Brien, Mark Goodwin, Brian Kilcline, Pedro Richards, Iain McCulloch, Don Masson, Trevor Christie (??. Rachid Harkouk), David Hunt, Paul Hooks Cheftrainer: Jimmy Sirrel ( Schottland) | Paul Gregory – John Stirk (??. Colin Tartt), Sean O’Neill, Andy Kowalski, Bill Green, John Ridley, Alan Birch, Ernie Moss, Phil Bonnyman (??. Alan Crawford), Geoff Salmons, Phil Walker Cheftrainer: Frank Barlow | FC Chesterfield |
| Notts County                              | 1:0 Masson (73.) | 1:1 Crawford (120.) | FC Chesterfield |
| 31. März 1981 in Nottingham (Meadow Lane) | | |                 |
| Ergebnis: 1:1 n. V. (1:0, 0:0)            | | |                 |
| Zuschauer: 12.951                         | | |                 |